# Meriola rahue
Espèce
Meriola rahue est une espèce d'araignées aranéomorphes de la famille des Trachelidae.

## Distribution
Cette espèce se rencontre en Argentine dans les provinces de Neuquén et du Río Negro et au Chili dans la région des Fleuves,.

## Description
Le mâle holotype mesure 3,05 mm et la femelle paratype 3,57 mm.

## Étymologie
Son nom d'espèce lui a été donné en référence au lieu de sa découverte, Rahué.

## Publication originale
- Platnick & Ewing, 1995 : « A revision of the tracheline spiders (Araneae, Corinnidae) of southern South America. » American Museum Novitates, no 3128, p. 1-41 (texte intégral).